# 자포
자포(刺胞, cnidocyte)는 분비성 세포소기관이 내장된, 폭발하는 세포이다. 산호, 해파리, 말미잘 등의 동물이 먹이를 잡고 포식자로부터 스스로를 보호하기 위해 사용하며, 자포를 갖고 있는 이 동물들을 자포동물이라 한다.

## 같이 보기
- 자포동물